# R (сложеност)
У рачунарској теорији сложености R је класа проблема одлучивости, које решава Тјурингова машина, а представља скуп рекурзивних језика.

## Еквивалентне формулације
R је једнака скупу свих потпуно израчунљивих функција (computable functions).

## Релације према другим класама
Пошто можемо да одлучимо било који проблем за који постоји препознавање и прихват улаза и ко-препознавање једноставним преклапањем (interleaving) док се не добије резултат, класа је једнака RE ∩ coRE.